# Джош Менс
Джош Менс  (англ. Josh Mance, 21 березня 1992) — американський легкоатлет, олімпійський медаліст.

## Виступи на Олімпіадах
| Олімпіада   | Дисципліна              | Місце |
| ----------- | ----------------------- | ----- |
| Лондон 2012 | естафета 4 x 400 метрів | 2     |